# Ocrepeira aragua
Ocrepeira aragua là một loài nhện trong họ Araneidae.
Loài này thuộc chi Ocrepeira. Ocrepeira aragua được Herbert Walter Levi miêu tả năm 1993.